# لوري إس. سوتون
لوري إس. سوتون (بالإنجليزية: Laurie S. Sutton)‏ هي كاتبة للأطفال أمريكية، ولدت في 19 مارس 1953 في ودبيري في الولايات المتحدة.

## وصلات خارجية
- لوري إس. سوتون على موقع ميوزك برينز (الإنجليزية)